# Piazza Ognissanti

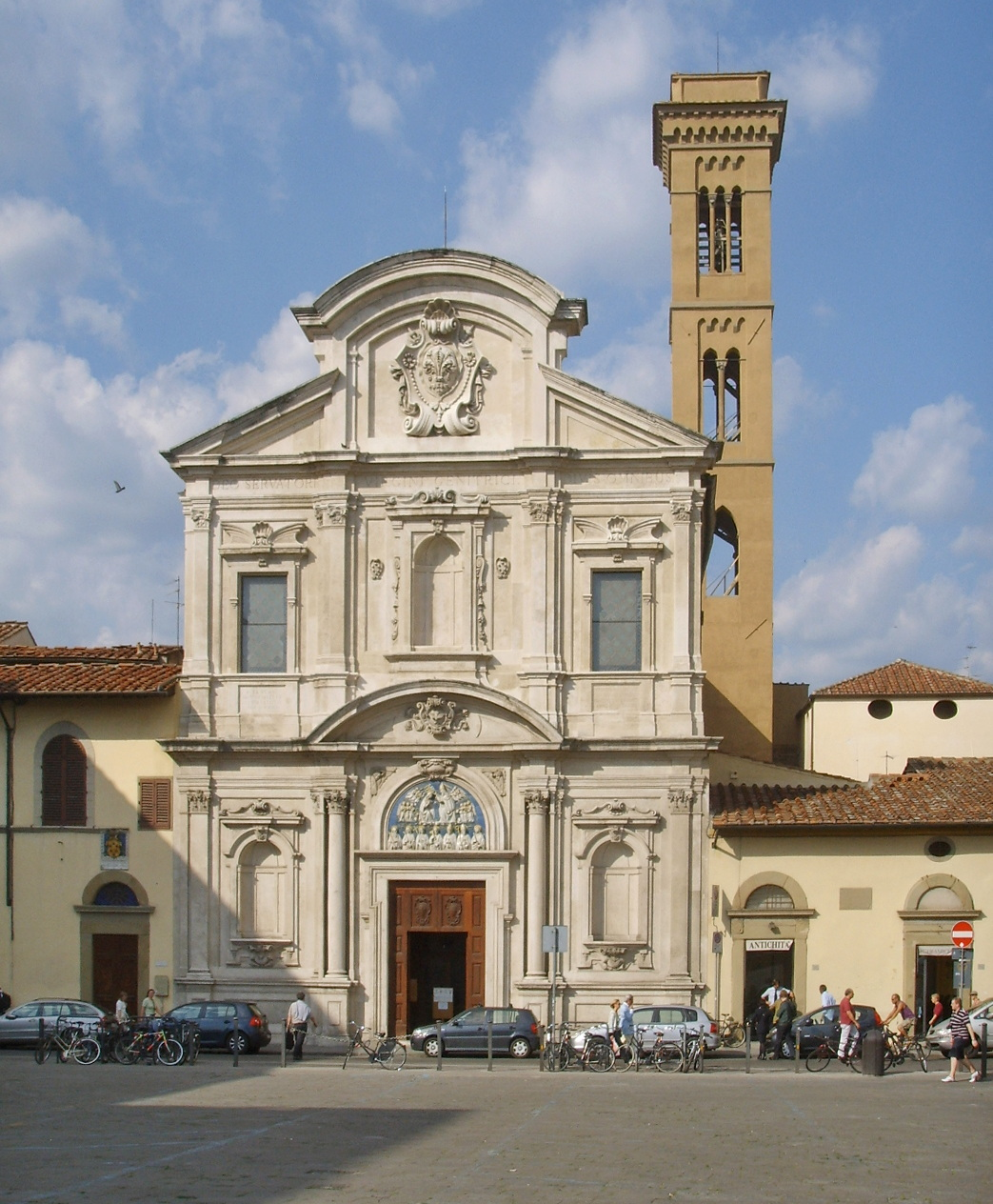
La façade de l'église d'Ognissanti

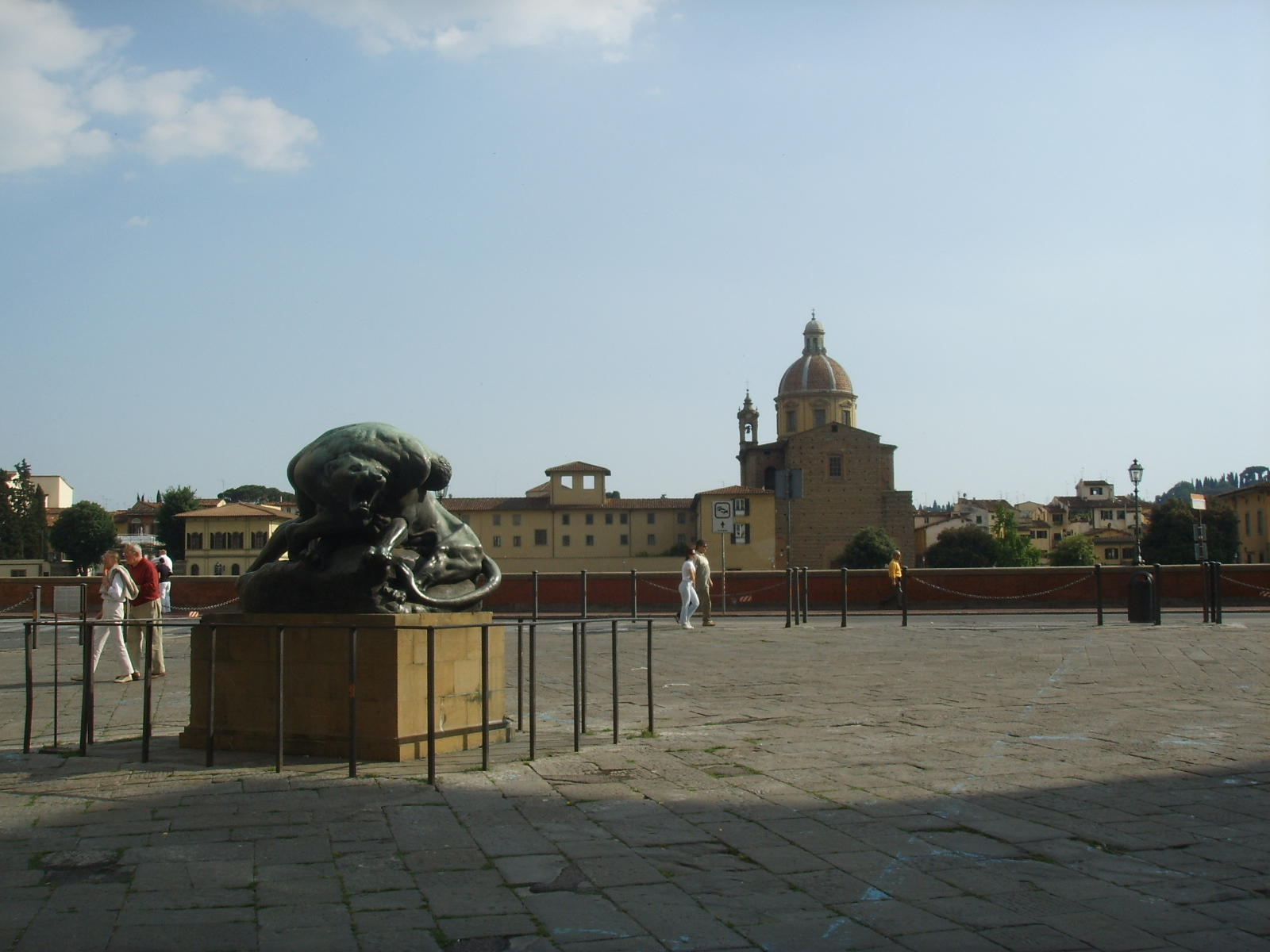
Statue dHercule et le lion et le côté de la place vers l'Arno

La Piazza Ognissanti est une place qui donne sur la rive droite de l'Arno, un Lungarno, dans la partie ouest du centre historique de Florence.

## Histoire
La place est créée au XIIIe siècle pour permettre aux nombreux fidèles d'assister aux sermons des Umiliati de l'église d'Ognissanti, comme sur les autres grandes places de la ville Santa Maria Novella, Santa Croce, Santo Spirito et Santa Maria del Carmine. Sa dénomination date de cette époque, même si de 1860 à 1930, elle fut appelée Place Daniele Manin .
La place subit des modifications avec la création du Lungarno, qui l'élargit et la rend plus régulière, quand est abattu un bâtiment du XIXe siècle, soutenu sur le fleuve par des piliers en pierre.
Sur les trois faces construites de la place on trouve, l'église homonyme, le palazzo Bonaparte, un palais à trois étages réhabilité au XIXe siècle qui est aujourd'hui l'hôtel Excelsior, à l'ouest le Palazzo Giuntini (le Grand Hôtel) et le Palazzo Lenzi, siège du Consulat Honoraire de France et de l'Institut français de Florence, reconnaissable pour les décorations de sa façade.
Au centre de la place la statue de Romano Romanelli représentant Ercole e il Leone (1935, inaugurée en 1937), qui remplace le monument à Daniele Manin, qui avait donné son nom à la place au XIXe siècle. La précédente sculpture d'Urbano Nono se trouve Piazzale Galileo, dans le quartier d'Arcetri.